# Linia kolejowa Diekirch – Vianden
Kolej Diekirch – Vianden (luks. Linn Dikrech - Veianen (de Benni), fr. Ligne Diekirch - Vianden) – rozebrana, jednotorowa wąskotorowa linia kolejowa o długości 14,11 km w Luksemburgu o rozstawie szyn 1000 mm, łącząca stację normalnotorową Diekirch (linia Ettelbruck – Wasserbillig) z Vianden nad rzeką Our przez Bettel.

## Historia
W 1885 Luksemburg wydał koncesję belgijskiemu konsorcjum na budowę dwóch linii wąskotorowych (Noerdange – Martelange oraz Diekirch – Vianden) oraz jednej normalnotorowej (z Wasserbillig do Grevenmacher). 31 maja 1887 utworzono spółkę Chemins de Fer Cantonaux Luxembourgeois. Po rozpoczęciu budowy w 1887, trasa została otwarta 9 kwietnia 1889. Po zakupie zaniedbanej przez lata trasy przez Kantonalbahngesellschaft w 1924 trasa została gruntownie przebudowana. Pierwsze plany likwidacji przewozów powstały w latach trzydziestych XX wieku, jednak ruch zawieszono dopiero 2 maja 1948. Torowiska rozebrano w 1950. W latach 2003–2005 przebudowano dawny budynek kolejowy w Bettel. Obecnie dworzec w Bettel pełni rolę sali bankietowej, a część linii przebudowano na ścieżkę rowerową.

## Stacje
Kolejne stacje istniejące w przeszłości na linii to: Diekirch, Bleesbruck, Bastendorf, Tandel, Fouhren, Bettel i Vianden.